# Taoudmout
Taoudmout (em árabe: تاودموت) é uma comuna localizada na província de Sidi Bel Abbès, Argélia. De acordo com o censo de 2008, a população total da cidade era de 2 343 habitantes.